# Хольм, Стефан
Стефан Кристиан Хольм (швед. Stefan Christian Holm, род. 25 мая 1976 года) — шведский прыгун в высоту. Олимпийский чемпион 2004 года. Серебряный призёр чемпионата мира 2003 года. Четырёхкратный победитель чемпионатов мира в помещении. В 2002 году стал победителем финала гран-при ИААФ 2002 года. Победитель всемирного легкоатлетического финала 2004 года. За годы выступлений 11 раз становился чемпионом Швеции на открытом воздухе и 4 раза в помещении. В 2005 и 2007 годах выигрывал чемпионат Европы в помещении. Бронзовый призёр чемпионата Европы 2006 года. В 2002 году занял 2-е место на первенстве Европы.
Выступал на Олимпийских играх 2000 года, на которых занял 4-е место с результатом 2,32 м. На Олимпиаде в Пекине также занял 4-е место, показав результат 2,32 м. После Олимпийских игр завершил спортивную карьеру.
Стефан Хольм обладатель одного уникального достижения: он преодолевал планку на 59 см выше его собственного роста. Для примера: у мирового рекордсмена Хавьера Сотомайора этот показатель равен 52 см.
В 2013 году был избран членом комиссии спортсменов МОК.